# Prowincja Zakonu Karmelitańskiego pw. św. Józefa
Prowincja św. Józefa Zakonu Braci Najświętszej Maryi Panny z Góry Karmel – jedyna prowincja Zakonu Braci NMP z Góry Karmel w Polsce.
Patronem prowincji jest św. Józef, a prowincjałem o. Wiesław Strzelecki. Siedzibą prowincjała jest klasztor w Krakowie przy ul. Karmelickiej 19. Bracia tej prowincji pracują poza granicami Polski we Włodzimierzu Wołyńskim i Sąsiadowicach na Ukrainie. Pojedynczy bracia posługują we Włoszech.

## Klasztory w Polsce
Prowincja liczy w Polsce 13 wspólnot:
- Kraków[4] – nieprzerwanie od 1397 roku,
- Obory[5] – nieprzerwanie od 1605 roku,
- Sąsiadowice (Ukraina) – od 1608 roku (przerwa w latach 1945-2011),
- Wola Gułowska[6] – od 1633 (przerwa w latach 1864–1924),
- Lublin[7] – od 1680 (przerwa w latach 1835-1969),
- Trutowo[8] – od 1717 roku (przerwa w latach 1864-1945),
- Pilzno[9] – od 1840 roku,
- Lipiny[10] – od 1855 roku,
- Chyżne[11] – od 1946 roku,
- Baborów[12] – od 1946 roku,
- Gdańsk[13] – od 1947 roku,
- Włodzimierz Wołyński (Ukraina) – od 1992 roku,

## Utracone klasztory karmelitów dawnej obserwancji
Klasztory funkcjonujące w czasie I Rzeczypospolitej, utracone w wyniku rozbiorów i decyzji władz zaborczych:
Zabór pruski:
- Biała Podlaska
- Gdańsk – Św. Józefa
- Markowice
- Poznań – pw. Najświętszej Krwi Pana Jezusa
- Wołów
- Bydgoszcz
- Głębowice
- Poznań – Bożego Ciała
- Strzegom

Zabór rosyjski:
- Białynicze (1623-1832)
- Warszawa (1641-1864)
- Horodyszcze (1662-1832)
- Toporzyszcze (1785-1832)
- Uszomierz (1772-1832)
- Annopol (1753-1832)
- Wąsosz (1605-1864)
- Mohylew (1633-1832)
- Kłodawa (1623-?)
- Wilno – pw. św. Jerzego (1506-1797)
- Wilno – pw. Wszystkich Świętych (1620-1886)

Zabór austriacki:
- Drohobycz (1698-1789)
- Hussaków 1623-1789)
- Jasło (1437-1785)
- Kochawina (1748-1789)
- Kraków – Św. Tomasza (1618-1801)
- Lwów – Św. Marcina (1630-1784)
- Lwów – Nawiedzenia NMP

Klasztory funkcjonujące w czasie II Rzeczypospolitej, utracone w wyniku zmiany granic w roku 1945:
- Bołszowce (1623-1944)
- Rozdół (1647-1945)
- Sąsiadowice
- Trembowla
- Lwów – Nawiedzenia NMP (po karmelitach bosych)